# Willem Merkxtuin

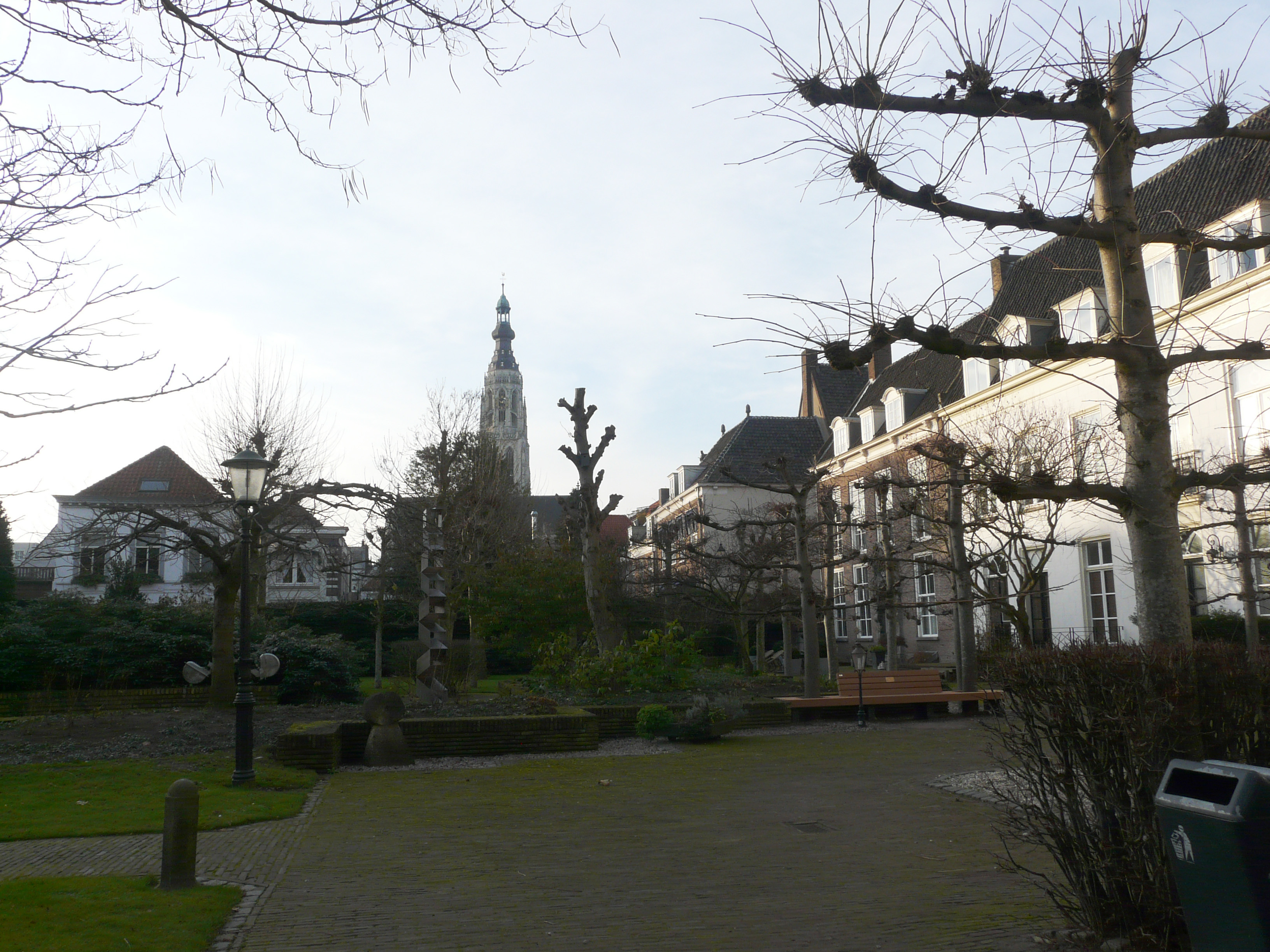
Willem Merkxtuin

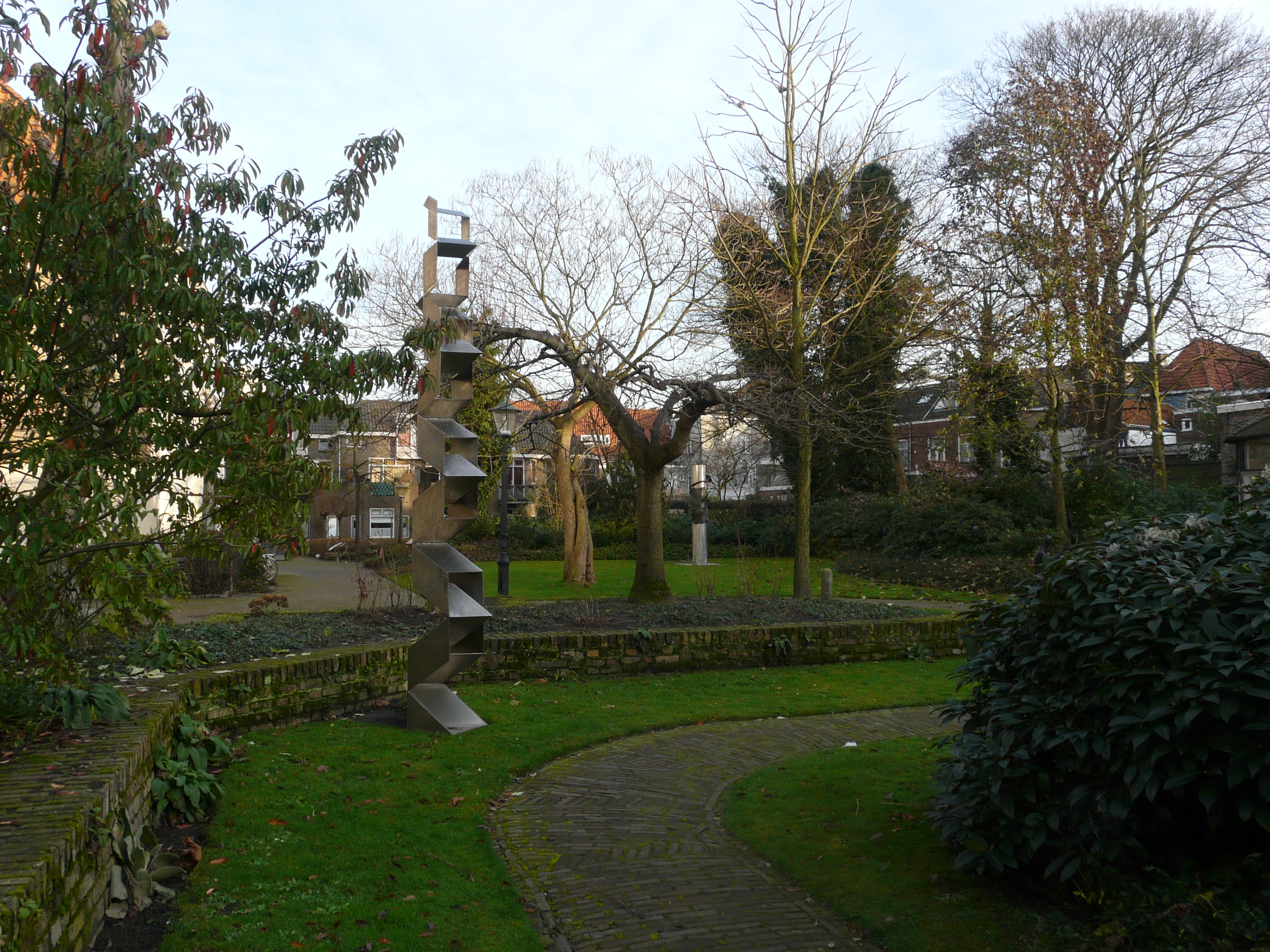

Willem Merkxtuin is een tuin in de wijk Centrum in de Nederlandse stad Breda.
De tuin is gelegen achter de voormalige hofhuizen in de Catharinastraat verlengde van de Reigerstraat. De tuin is vernoemd naar Willem Merkx, burgemeester van Breda van 1967 tot 1983. Het is een kleine groene oase in het midden van de stad.
In de tuin staan enkele beeldhouwwerken. Vanuit een doorgang achter de volière komt men via het Stadserf bij de achterkant van het stadhuis Breda op de Grote Markt Breda.